# 53 Dywizja Piechoty (Imperium Rosyjskie)
53 Dywizja Piechoty (ros. 53-я пех. дивизия) – rezerwowa dywizja piechoty Imperium Rosyjskiego, okresu działań zbrojnych I wojny światowej.
Powstała z 1 Dywizji Grenadierów z Moskwy (Korpus Grenadierów, 4 Armia).

## Struktura organizacyjna
Lipiec 1914:
- dowództwo dywizji
- 209 Bogorodski pułk piechoty
- 210 Bronicki pułk piechoty
- 211 Nikolski pułk piechoty
- 212 Romanowski pułk piechoty